# Wyrównywanie poziomu konsumpcji w czasie
Wyrównywanie konsumpcji w czasie (ang. consumption smoothing, nazywane również czasami wyrównywaniem poziomu konsumpcji (także: redystrybucją) w cyklu (również: przebiegu) życia jednostki, wygładzaniem konsumpcji, rozkładaniem konsumpcji w czasie (bądź: w przekroju czasowym)) – przeniesienie części konsumpcji z bieżącej fazy życia człowieka do fazy przyszłej (przez oszczędzanie) lub z fazy przyszłej do bieżącej (poprzez kredyty); konkretnie – z okresu bardziej produktywnego do stadium charakteryzującego się mniejszą produktywnością. Należy zaznaczyć, że nie chodzi o zasoby pieniężne, a właśnie o konsumpcję. Jednostki nie chcą konsumować w dużych ilościach we wcześniejszych okresach i w małych ilościach w okresach późniejszych. Dążą do eliminowania bądź ewentualnie minimalizowania wahań wielkości wydatków konsumpcyjnych w ciągu swojego życia spowodowanych zmianami poziomu bieżących dochodów. Ich celem jest autonomia, uniezależnienie ścieżki konsumpcji od ścieżki dochodu, a także wytworzenie stanu, w którym ścieżka konsumpcji pozostaje niewrażliwa na zmiany dochodu zarówno w krótkim, średnim, jak i długim okresie. Celem tego jest zwiększenie poczucia stabilności poprzez zapewnienie sobie dobrobytu w dłuższym okresie.
W praktyce wyrównywanie poziomu konsumpcji w cyklu życia jednostki odbywa się między innymi poprzez kredyty bankowe i pożyczki. Przede wszystkim jednak dokonuje się to zarówno poprzez powszechne państwowe, jak i te oparte na sektorze prywatnym, systemy emerytalne, funkcjonujące na różnych zasadach w poszczególnych państwach lub za pośrednictwem systemu ubezpieczeń gospodarczych.

## Model Fishera i hipoteza cyklu życia oraz teoria dochodu permanentnego
Wyrównywanie poziomu konsumpcji w przebiegu życia jednostki jest elementem składowym teorii dochodu permanentnego stworzonej przez Miltona Friedmana w 1957 roku, a także modelu Irvinga Fishera (który jest tłumaczony przez teoretyków w następujący sposób: „w modelu tym racjonalna jednostka, doświadczająca określonych ograniczeń budżetowych, musi podjąć decyzję o rozdziale swojej konsumpcji pomiędzy lata młodości i starości, tak by zmaksymalizować swój życiowy dobrobyt […] – może ona dokonać transferu konsumpcji z lat wcześniejszych na lata późniejsze poprzez mechanizm oszczędzania […] bądź dokonać transferu konsumpcji z lat późniejszych na lata wcześniejsze, stosując mechanizm pożyczania”). Zagadnienie to jest szerzej rozwinięte w bazującej na owym modelu, zaproponowanej w 1957 roku przez Franco Modiglianiego oraz Alberta Ando hipotezie (teorii) cyklu życia, która jest akceptowana w ekonomii głównego nurtu. Krytyczna wobec tej teorii jest behawioralna hipoteza cyklu życia Hersha Shefrina i Richarda Thalera bazująca na rozbieżności pomiędzy teorią Modiglianiego i Ando a rzeczywistymi obserwacjami.
Teoria Friedmana dowodzi, że konsumpcja jest skorelowana z dochodem permanentnym (przeciętnym dochodem, który jednostka spodziewa się osiągać w trakcie całego życia). Zatem kiedy na dochód oddziałują na przykład krótkotrwałe szoki, konsumpcja jednostek nie powinna się zmienić, ponieważ mogą one użyć swoich oszczędności albo pożyczek w celu dostosowania się do sytuacji. Analogicznie w przypadku trwałej zmiany sytuacji życiowej człowieka, jaką jest osiągnięcie wieku emerytalnego, dostosowanie się następuje w drodze pobierania świadczeń emerytalnych. Friedman zakłada, że jednostki są w stanie finansować swoją konsumpcję z dochodów, które nie zostały jeszcze osiągnięte. Robert Hall w 1978 roku stworzył formułę odzwierciedlającą koncepcję Friedmana.

## Wyrównywanie konsumpcji w cyklu życia jednostki jako cel państwa dobrobytu
W literaturze wymienia się wyrównywanie konsumpcji jako jeden z dwóch głównych celów funkcjonowania państwa dobrobytu (obok przeciwdziałania ubóstwu, redystrybucji dochodów i dóbr oraz ograniczaniu wykluczenia społecznego – nazywanych łącznie funkcją „Robin Hooda”). Nicholas Barr określa go mianem funkcji „świnki skarbonki” lub funkcji akumulacyjnej takiego państwa. Realizuje ją ono głównie poprzez świadczenia emerytalne.

## Systemy emerytalne
Odnosząc wyrównywanie konsumpcji w cyklu życia jednostki do systemu emerytalnego zakłada się, że jednostka powinna dążyć do tego, aby poziom użyteczności krańcowej jej konsumpcji był taki sam po przejściu na emeryturę, jak przed tym okresem – jednym słowem oszczędności powinny być adekwatne, czyli pozwalać na utrzymanie emerytom poziomu konsumpcji sprzed emerytury.
Oszczędzanie na rzecz okresu starości odbywa się nie tylko bezpośrednio przez jednostkę, ale również dzięki państwo poprzez system emerytalny, którego funkcją ekonomiczną jest – obok zapobiegania ubóstwu osób starszych (funkcja zabezpieczeniowa) – właśnie rozkładanie konsumpcji w czasie (funkcja ubezpieczeniowa). Nicholas Barr definiuje emeryturę jako złożoną odprowadzającemu składki przez rząd obietnicę otrzymania swojej części dóbr produkowanych przez innych po przejściu na emeryturę. Przyszły emeryt, uiszczając składkę emerytalną w środkowych latach swojego życia, konsumuje mniej niż produkuje, by móc wciąż konsumować u zmierzchu życia – wtedy, gdy ziszcza się ryzyko starości, po zakończeniu aktywności zawodowej.

## Kredyty studenckie
Wyrównywać poziom konsumpcji w cyklu życia można również w drugą stronę – by sfinansować inwestycję w edukację (kapitał ludzki). Cel ten realizuje się poprzez pożyczanie we wcześniejszym okresie konsumpcji na rzecz okresu późniejszego. Przykładem jest kredyt studencki, gdyż jeśli chodzi o działalność zarobkową studentów, stanowi ona konkurencję dla czasu poświęconego nauce, a co za tym idzie – obniża skuteczność kształcenia.